# Las Vegas Quicksilvers
O Las Vegas Quicksilvers foi a primeira equipe a utilizar cartas durante os jogos de futebol. Esta equipe teve o privilégio de ter a grande "Pantera Negra" na equipe, mais conhecido como Eusébio, o atacante português.
A equipe ganhou o campeonato nacional 7 vezes consecutivas, e a liga continental americana 4 vezes. Em 1975 mudaram o nome para Las Vegas darts, mas cedo mudaram para o nome original.